# 秃发保周
秃发保周（？—440年9月9日），一名宝周，南凉宗室，河西鲜卑人，是南凉国王秃发傉檀的儿子。

## 生平
南凉灭亡后，西秦王乞伏炽磐杀死秃发傉檀、秃发虎台父子。秃发俱延的儿子秃发覆龙和秃发傉檀的其他儿子秃发保周、秃发破羌，秃发利鹿孤的孙子秃发副周，秃发乌孤的孙子秃发承钵，都逃奔北凉河西王沮渠蒙逊，延和元年（432年），再投奔北魏。北魏封秃发保周为张掖公，秃发覆龙为酒泉公，秃发破羌为西平公，秃发副周为永平公，秃发承钵为昌松公。
太延元年（435年）十一月，魏太武帝拓跋焘东巡冀州和定州，十二月取五回道返回平城，经定州中山郡，进入徐水河谷。魏太武帝即兴在猫儿岩下演示射术，射出的箭越过猫儿岩有三百多步，魏太武帝命令随从擅于射箭的将士数百人都去射箭，有六名魏军将领作为魏军中箭术出众的代表射箭，但没有超过魏太武帝的射程。当时的镇东将军、定州刺史、乐浪公请求立碑纪念，等到太延三年（437年）完工，时任征东将军、张掖公秃发保周最终完成了这块《太武帝东巡碑》。之后秃发保周进封张掖王。
太延五年（439年）九月，北凉被北魏灭亡。魏太武帝命令张掖王秃发保周、龙骧将军穆罴、安远将军源破羌（秃发破羌），向地方各郡宣布消息，有几十万胡人投降北魏。十月初三，秃发保周据守张掖反北魏。
太延六年（440年）四月廿三，沮渠无讳进攻张掖，秃发保周屯驻在刪丹。四月丙戌（440年6月14日），魏太武帝拓拔焘派抚军大将军、永昌王拓跋健率兵讨伐沮渠无讳。七月初三，拓跋健在番禾击败秃发保周，秃发保周逃走，拓跋健派安南将军尉眷追击。七月癸丑（440年9月9日），秃发保周走投无路，自杀而死。